# Sabine Moussier
Sabine Moussier właśc. Diana Sabine Moussier (ur. 12 lipca 1966 w Leverkusen) – meksykańsko-niemiecka aktorka, znana m.in. z serialu Miłość i nienawiść.
W dzieciństwie opuściła Niemcy i osiedliła się w Meksyku. W 1996 zadebiutowała niewielkimi rolami w telenowelach Morir dos veces i Luz Clarita.
Ma dwójkę dzieci, Camile i Paula.

## Filmografia
- 1996: Morir dos veces, jako Pauletta
- 1996: Serce Clarity (Luz Clarita)
- 1997: Maria Isabela (María Isabel), jako Mireya Serrano
- 1998–1999: Cristina (El privilegio de amar), jako Lorenza Torres
- 1999: Rosalinda, jako Cristina
- 1999–2000: Mujeres engañadas, jako Diana de Lizárraga
- 2001: Prawo do narodzin (El derecho de nacer), jako Graciela
- 2002: Miłość i nienawiść (Entre el amor y el odio), jako Frida Altillo de Villarreal
- 2005, 2007: La madrastra, jako Fabiola Mendízabal
- 2008: Idiotki nie idą do nieba (Las tontas no van al cielo), jako Marissa Durán
- 2009: Mój grzech (Mi pecado), jako Justina Almada de Huerta
- 2011: Ni contigo ni sin ti, jako Eleonor Cortazar
- 2012: Otchłań namiętności (Abismo de pasion), jako Carmina Bouvier de Castañon